# Oran Park
Oran Park est une localité australienne de la banlieue de Sydney, située dans le conseil de Camden en Nouvelle-Galles du Sud.

## Géographie
Oran Park est située dans la plaine de Cumberland, à 45 km au sud-ouest du centre-ville de Sydney.

## Démographie
En 2016, la population s'élevait à 4 765 habitants.

## Politique
Oran Park abrite depuis 2016 le siège administratif de la zone d'administration locale de Camden et relève de la circonscription de Macarthur pour les élections à la Chambre des représentants.